# Ampheraster
Ampheraster is een geslacht van zeesterren uit de familie Pedicellasteridae.

## Soorten
- Ampheraster alaminos Downey, 1971
- Ampheraster atactus Fisher, 1928
- Ampheraster chiroplus Fisher, 1928
- Ampheraster distichopus (Fisher, 1917)
- Ampheraster hyperonchus (H.L. Clark, 1913)
- Ampheraster marianus (Ludwig, 1905)